# Poligono equilatero

Esempi di esagoni equilateri.

In geometria un poligono equilatero è un poligono avente tutti i lati congruenti, ovvero della medesima lunghezza; solitamente si tende a confondere il concetto di poligono equilatero con quello di poligono regolare, che in più ha anche la caratteristica dell'equiangolarità, quando invece le due caratteristiche non devono essere per forza coesistenti, si pensi per esempio al caso di un quadrato e di un rombo, solo il primo è regolare, il secondo no, pur essendo anch'esso equilatero.
Vi sono inoltre anche poligoni stellati che sono equilateri come il caso del pentagramma.

## Caratteristiche
Il perimetro di un poligono equilatero si calcola moltiplicando la lunghezza del lato per il numero dei lati
Un poligono equilatero che è convesso e ciclico, è anche un poligono regolare